# Нето губитак пословања
Према Америчком савезном закону о порезу на доходак, нето губитак пословања се јавља када одређени порески одбитни расходи премашују опорезиве приходе за пореску годину . Ако се порески обвезник опорезује током профитабилних периода, без примања пореских олакшица (нпр. повраћаја) током периода нето губитака пословања, резултат је неуравнотежено пореско оптерећење. Сходно томе, у неким ситуацијама, Конгрес Сједињених Америчких Држава дозвољава пореским обвезницима да користе губитке у једној години како би компензовали добитак других година.

## Рачунање нето губиткa пословања
Износ нето губитка пословања је износ губитка из текуће године, који се може пренети на претходне пореске године или пренети на наредне године.

### Појединци
Износ нето губитка пословања је пословни губитак пореског обвезника. Следеће ставке се искључују приликом рачунања износа нето губитка пословања:
- било који одбитак за лична изузећа
- нето губитак капитала (губитак капитала виши од добитка капитала); нето добици капитала су укључени
- непословни одбици који су виши од прихода од непословних доходака; нето непословни доходак је укључен

Осим тога, износ нето губитка пословања искључује друге делатности као што су:
- члан 1202, искључивање добити од продаје или размене квалификованих малих предузећа
- нето оперативни губитак од осталих пореских година
- одбитак домаће производне делатности [3]

### Корпорација
За предузећа, нето губитак пословања је вишак дозвољених одбитака у односу на бруто приход са следећим прилагођавањима:
- нема одбитка нето губитка пословања
- нема члана 199, одбитак домаћих производних активности
- дивиденде - примљени одбици за примљене дивиденде се израчунавају без обзира на ограничење из члана 246 (б)
- исплаћене дивиденде се израчунавају без обзира на ограничење према члану 247 (а) (1) (Б)[4]

## Механизми преноса губитака
Генерално, нето губитак пословања се мора вратити у две пореске године пре године нето губитка пословања. На пример, порески губитак од 2015. године мора бити пренет у 2013. или 2014. годину. Сваки преостали износ може се преносити и до 20 година. Порески обвезник може да одустане од преношења у претходне године и да стога пренесе све губитке у наредне године. Када истекне 20-годишњи период преноса, порески обвезник не може одбити било који део преосталог нето губитка пословања.
Период преноса одређених нето губитака пословања је већи од 2 године:
Трогодишњи период преноса
- губитак од жртве или крађе
- газдинства или губици малих предузећа који су повезани са федерално проглашеном несрећом
- квалификовани губици малих предузећа

Петогодишњи период преноса
- губици газдинства
- квалификовани губици од несрећа (само предузећа)

Десетогодишњи период преноса
- губици везани за рекламације производа
- разградња нуклеарне електране - (само предузећа)
- губици везани за рекултивацију земљишта и демонтажу платформи за бушење
- губици везани за загађивање животне средине и плаћања везана за акт о компензацији радницима 
- „Qualified Gulf Opportunity Zone“ губици (само предузећа)

Ако предузеће има трансакцију која смањује вредност капитала предузећа, може се применити другачији период преноса.
Члан 1211 америчког Закона о опоравку и реинвестирању из 2009. повећао је период преноса за мала предузећа. За нето губитке пословања настале у 2008. години, период преноса је повећан на 5 година.  

## Финансијско извештавање
У складу са US GAAP, износ нето губитака пословања расположивих за наредне године је приказан у напоменама финансијских извештаја. На пример, Kinross Gold компанија је пријавила 893 милиона долара нето губитка пословања за пренос на 31. децембар 2014. године у вези са својим ћеркама предузећима на Барбадосу. 